# Kleines Deutsches Reitpferd
Kleines Deutsches Reitpferd ist die Bezeichnung einer in Deutschland gezüchteten Pferderasse.
Es gilt als vielseitig, unkompliziert und robust und ist deshalb besonders als Freizeitpferd und Sportpferd für Kinder, Jugendliche und Erwachsene gleichermaßen geeignet.
Gründungsorganisation dieser Rasse ist die IG-Kleines Deutsches Reitpferd Mecklenburg-Vorpommern e.V., bei der sich auch das Ursprungszuchtbuch befindet. Die ersten Kleinen Deutschen Reitpferde wurden bereits 1995 geboren. Eröffnung eines bundesweit geltenden Zuchtbuches erfolgte 1995 mit Eintragung des ersten, für die Rasse anerkannten Original Posener Trakehner-Hengstes „HENRYK“ 090131492.
Gründungsgedanke ist das als ausgestorben geltende Posener Pferd (Westpreußen) unter Einbeziehung des Trakehners und des Wielkopolski. In die Zucht einbezogen sind genetisch bedingt kleinwüchsige deutsche Warmblüter sowie Anglo-Araber und arabische und englische Vollblüter. Darüber hinaus sind die in der Zuchtzielbeschreibung genannten Ponyrassen zugelassen. Ausgeschlossen sind Gangpferderassen wie z. B. Isländer. Es sind alle Farben erlaubt.